# St. Benno-Gymnasium
Das St. Benno-Gymnasium in Dresden ist eine staatlich anerkannte Schule des Bistums Dresden-Meißen mit sprachlichem, musischem und naturwissenschaftlichem Profil. Die Schule ist nach Benno von Meißen, dem Schutzpatron der Diözese, benannt. Das Gymnasium liegt in der Pirnaischen Vorstadt an der Grenze zur Johannstadt.
Die Bewerberzahlen des Gymnasiums sind jedes Jahr sehr hoch. Jedoch können pro Jahrgang nur ca. 90 Schüler in drei Klassen aufgenommen werden. Die Schwerpunkte der Erziehung während der Schulzeit liegen auf humanitären Werten, persönlicher Reife und Sinn für Gerechtigkeit. Alle Schüler lernen ab der 5. Klasse Latein und erhalten in der 9. Klasse ihr Latinum.

## Geschichte
Der sächsische Kurfürst Friedrich August I. (August der Starke) konvertierte im Jahr 1697 zur katholischen Konfession, um König von Polen werden zu können; Sachsen hingegen blieb protestantisch. Augusts Hofstaat in Dresden umfasste damit sowohl Katholiken als auch Protestanten, die jeweils Anspruch auf höfische Gottesdienste in ihrer Konfession erhoben. Infolgedessen musste die Hofkapelle umorganisiert und in eine protestantische und eine katholische Gruppe aufgeteilt werden, damit beide Gottesdienste musikalisch begleitet werden konnten.
Für die Gestaltung der im katholischen Ritus gefeierten Hofgottesdienste wurden in Böhmen sangesbegabte Jungen geworben. Sie sollten aber nicht nur für den Gesang- und Altardienst ausgebildet werden, sondern auch Latein und andere Wissenschaften studieren. August der Starke stellte jährlich 5000 Reichstaler für den Unterhalt der Lateinschule zur Verfügung, segnete die Schul- und Hausordnung der von Jesuiten geleiteten Einrichtung ab, und im Oktober 1709 begann mit acht Schülern der Unterricht. Von Anfang an besuchten nicht nur die Chorknaben (die heutigen Dresdner Kapellknaben), sondern auch auswärtige Schüler die neue Schule, die in einem Gebäude im Bereich des heutigen Übergangs zwischen Schloss und Taschenbergpalais untergebracht war.
Auch ein Teil des Hofadels war seit dem Beginn des 18. Jahrhunderts katholisch und besuchte die neugegründete Schule, sodass die Schülerzahl in der Folgezeit rasch wuchs. Im Jahr 1741 war die Schule schließlich sechsstufig. Zusammen mit der katholischen Hauptschule wurde das Gymnasium 1787 in einem Neubau auf dem Gelände des ehemaligen Italienischen Dörfchens untergebracht. Durch die gemeinsame Unterbringung mit der Hauptschule mittlerweile vom Vollgymnasium in ein Progymnasium umgewandelt, zog die Schule 1839 in ein Gebäude auf der Schloßstraße.
Als eine der Maßnahmen zur Belebung des Katholizismus im 1921 wiedererrichteten Bistum Dresden-Meißen (das Bistum Meißen war im Zuge der Reformation aufgelöst worden) bemühte sich der erste Bischof von Dresden-Meißen, Christian Schreiber, darum, aus dem Progymnasium erneut ein Vollgymnasium zu schaffen. 1928 wurde die Schule als Vollgymnasium anerkannt, 1930 zog sie in eine klassizistische Villa in der Wiener Straße. Ende 1939 schlossen die Nationalsozialisten das Gymnasium und die Schüler mussten auf staatliche Schulen ausweichen.
Versuche, die Schule zu DDR-Zeiten wiederzueröffnen, schlugen fehl. Das Kapellknabeninstitut der Sängerknaben an der Hofkirche blieb hingegen auch in der DDR bestehen. Schon 1990 trug Konrad Wagner, der musikalische Leiter der Kapellknaben, Bischof Joachim Reinelt den Wunsch vor, die Schule neuzugründen. Ehemalige Schüler und interessierte Eltern riefen im Oktober 1990 das Katholische Schulwerk St. Benno e. V. ins Leben, das der Bischof mit der Ausführung der Pläne betraute. Mit anfänglich 300 Schülern der Klassenstufen 7–10 nahm das Gymnasium bereits zum Schuljahr 1991/92 und damit als eines der beiden ersten sächsischen Gymnasien (neben dem Evangelischen Schulzentrum Leipzig) nach der Einheit den Betrieb in der Louisenstraße auf. Bis zur Fertigstellung des von Günter Behnisch und Lichtplaner Walter Bamberger entworfenen Schulneubaus im Jahr 1996 fand der Unterricht in zwei weit auseinanderliegenden Gebäuden statt.
Aus Mitgliedern des Jazzclubs bildete sich 2004 eine A-cappella-Gruppe, die seit 2006 unter dem Namen Voice It auftritt.
Heute lernen am St. Benno-Gymnasium etwa 735 Schüler, die von ca. 70 Lehrern unterrichtet werden.

## Schulprofil
Die Erziehungsarbeit des St. Benno-Gymnasiums soll aus christlicher Weltsicht heraus Wert auf die menschliche Reife der Schüler sowie ihre personale und soziale Identität legen. Sie soll zudem Verantwortungsbewusstsein und Toleranz ebenso fördern wie die Bereitschaft und Fähigkeit, reflektiert Stellung zu beziehen. Die jungen Erwachsenen sollen Selbstständigkeit erlangen und im zukünftigen Leben zurechtkommen.
Zur religiösen Erziehung gehört der verpflichtende Religionsunterricht, in dem die Katholiken einer Klasse getrennt von den Protestanten des gesamten Jahrgangs unterrichtet werden. Diese Trennung bezieht sich allerdings nur auf die beiden Religionsstunden in der Woche. In den Klassen sind Katholiken und evangelische Schüler gemischt.
Die Schulgottesdienste, die vor Weihnachten, zu Epiphanias, und vor Schuljahresende meist mit Bischof Heinrich Timmerevers in der Turnhalle der Schule stattfinden und in der ersten Schulwoche in der Dresdner  Kreuzkirche, sind katholisch oder ökumenisch. Nur der Gottesdienst am Aschermittwoch findet für die beiden Konfessionen getrennt in der evangelischen Frauenkirche und in der katholischen Herz-Jesu-Kirche statt.

## Schulgeld
Das Gymnasium erhebt ein Schulgeld, da es eine Schule aus freier Trägerschaft ist, wobei das Schulgeld für das zweite Kind (also das Geschwister des ersten) reduziert ist und ab dem dritten Kind ganz entfällt.

## Besonderheiten im Lehrplan
Die zweite Fremdsprache ist am St. Benno-Gymnasium Latein, sie wird, anders als an den meisten anderen sächsischen Schulen, schon ab der 5. Klasse als Hauptfach unterrichtet. Deshalb gibt es auch nur eine Stunde Biologie in der 5. Klasse und keinen regelmäßigen Geschichtsunterricht. Stattdessen gibt es Geschichtstage, an denen nur oder fast nur Geschichte unterrichtet wird. Sie erfolgen in unregelmäßigen Abständen ungefähr 1–2 mal pro Quartal. Es werden, anders als bei normalem Geschichtsunterricht, keine Noten vergeben. Physik, Chemie und Informatik werden ab der 7. Klasse unterrichtet. Ab der 8. wird auch Französisch gelehrt.

## Gebäude
Der von Behnisch Architekten entworfene futuristisch anmutende Schulneubau wurde 1996 fertiggestellt und ist ein Zeugnis der Spätmoderne in Dresden. Unter anderem aufgrund der aggressiven Farbgebung der Straßenseite sorgten Günter und Stefan Behnisch für Gesprächsstoff. Innerhalb kurzer Zeit war das Gebäude in Architektenkreisen sehr bekannt und hat mittlerweile zahlreiche Architekturpreise (wie zum Beispiel den Preis des Bundes Deutscher Architekten 1998) erhalten. Bemerkenswert an dem Gebäude ist der charakteristische Glasvorbau der Pausenhalle. Dieser fällt wie ein Dach steil ab, reicht von der Straße bis zum obersten Geschoss des Gymnasiums und verbindet die Stockwerke im Innern des Gebäudes miteinander.
Auf dem Dach ist seit 1996 eine 1 kWp Photovoltaikanlage angebracht. Diese wurde 2010 ausgebaut und am 20. August 2010 offiziell eingeweiht, so dass sie heute bis zu 36 kWp produziert. Sie kann bei Maximalleistungen den Bedarf der Schule weitgehend decken. Die Anlage produziert durchschnittlich 31 MWh Strom pro Jahr und spart so etwa 21 t CO2 jährlich ein.

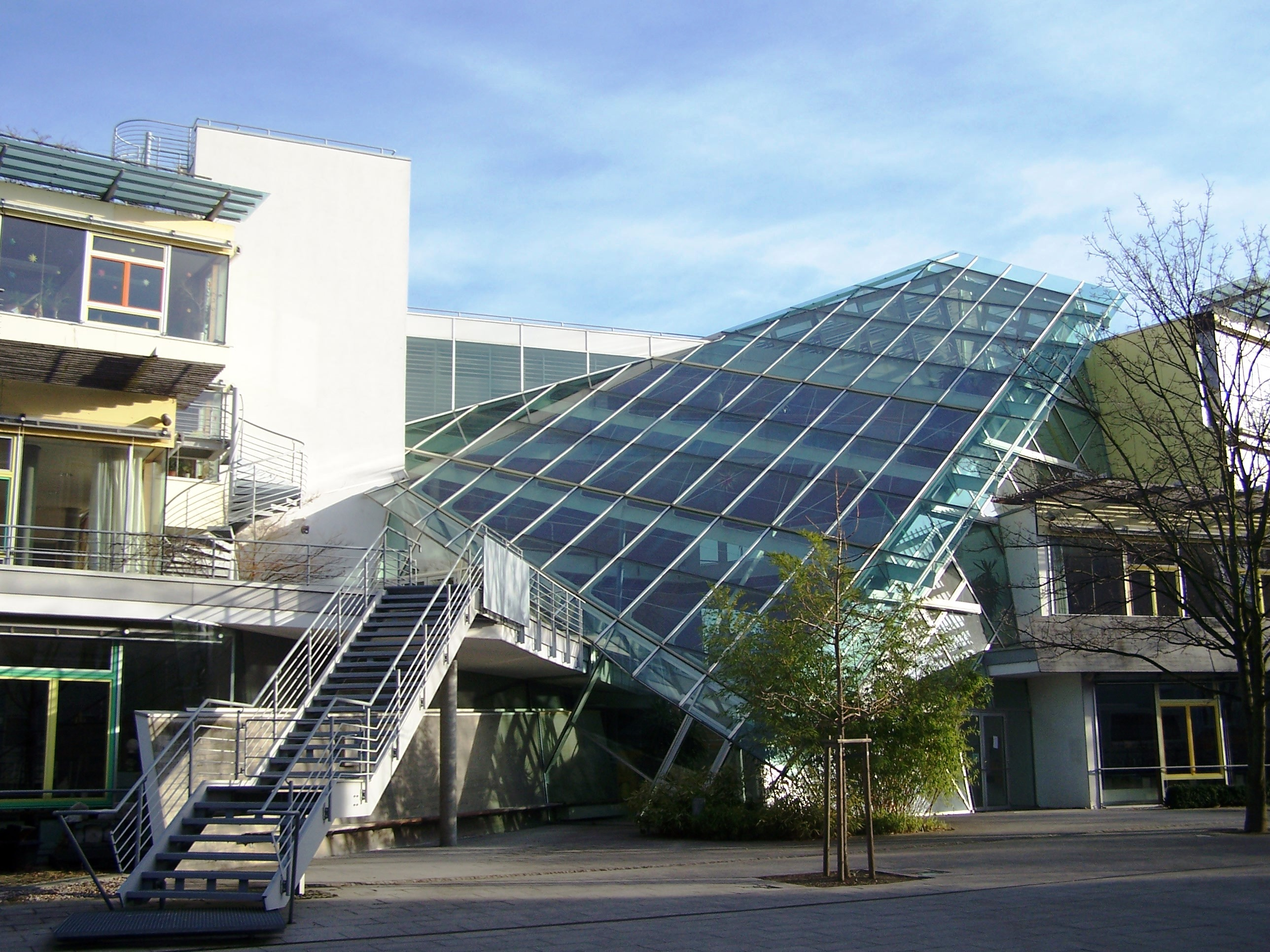
Charakteristisches Glasdach
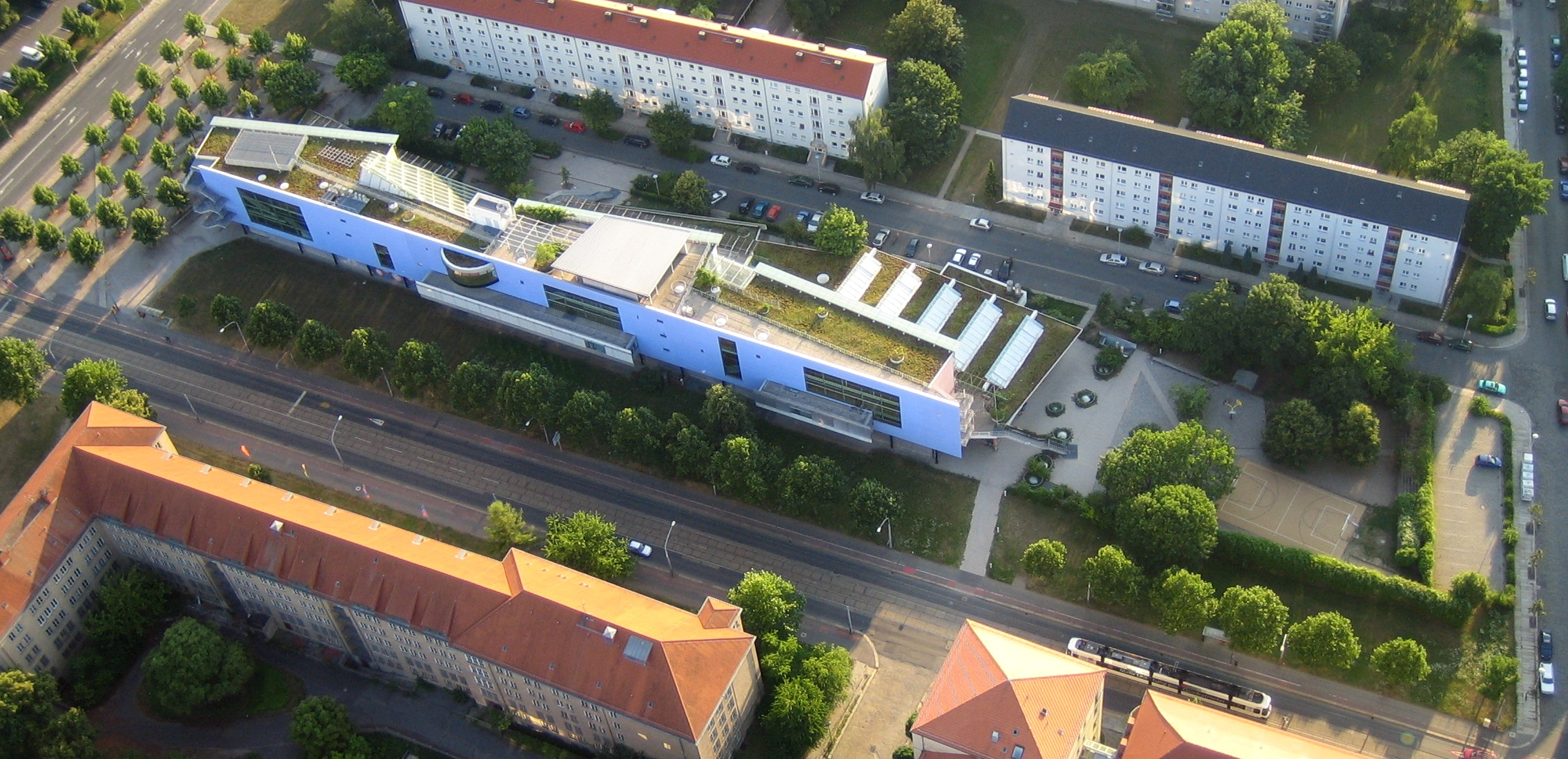
Luftbild des St. Benno-Gymnasiums
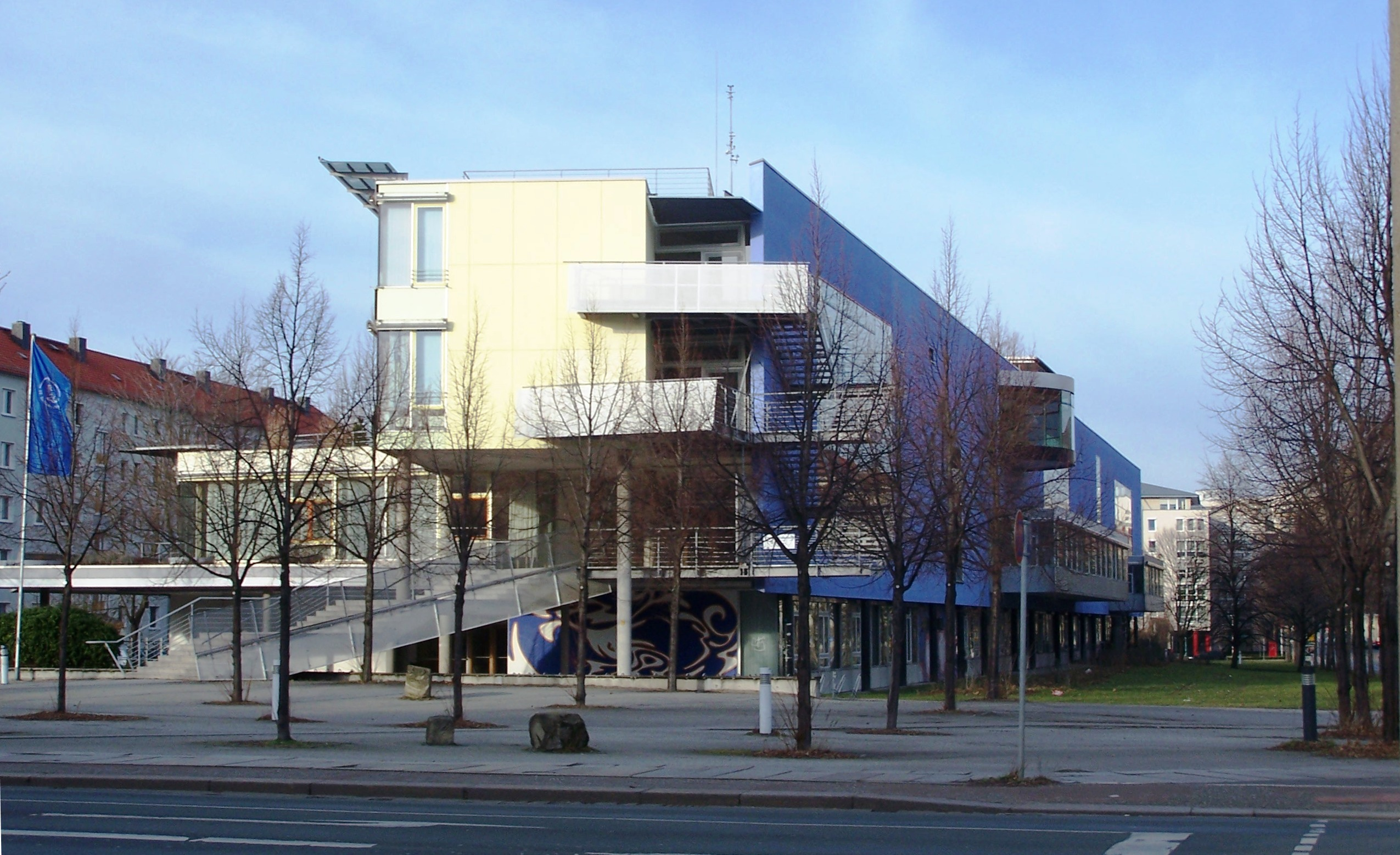
Ansicht von der Pillnitzer Straße
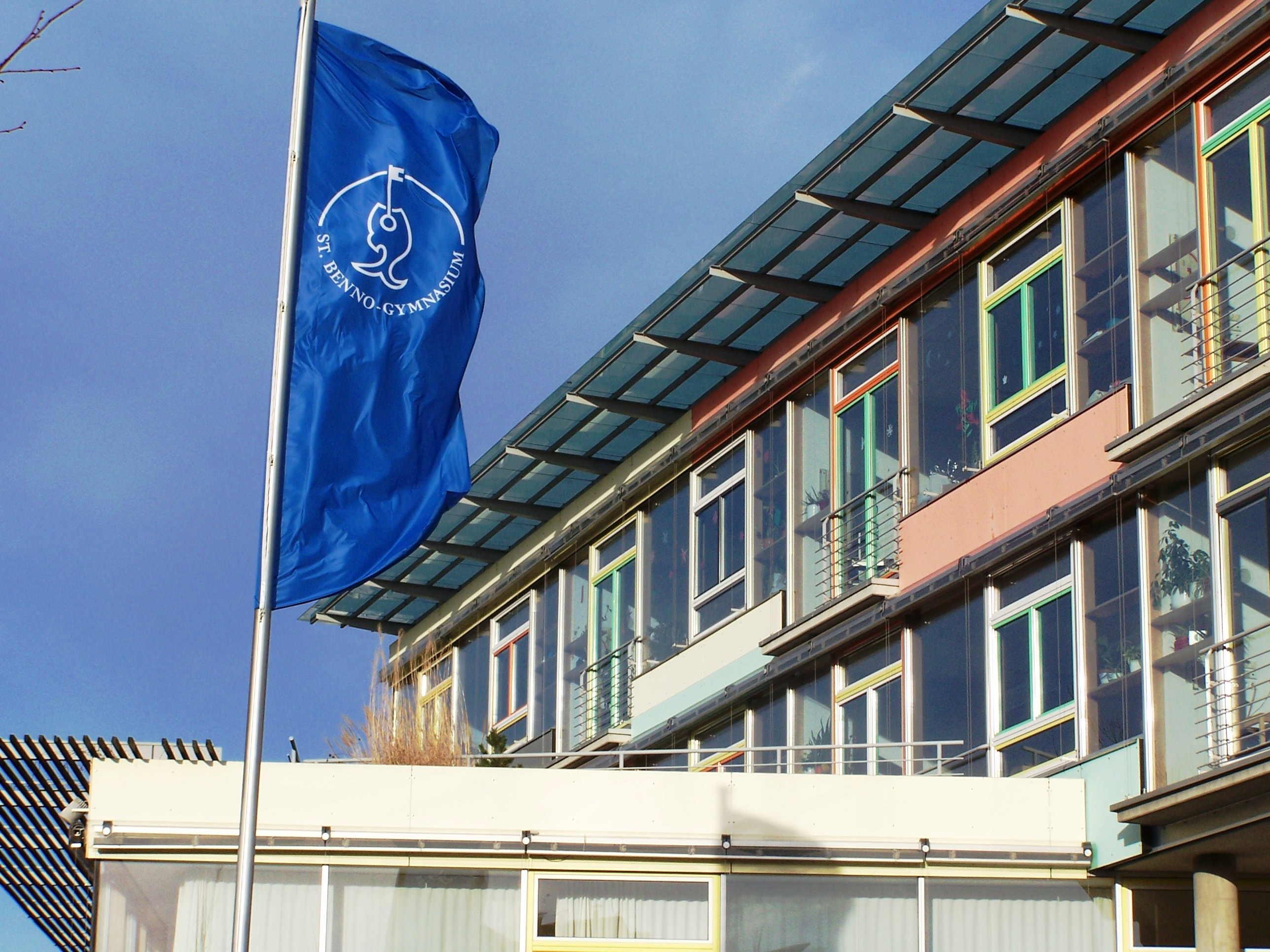
Flagge mit Schullogo
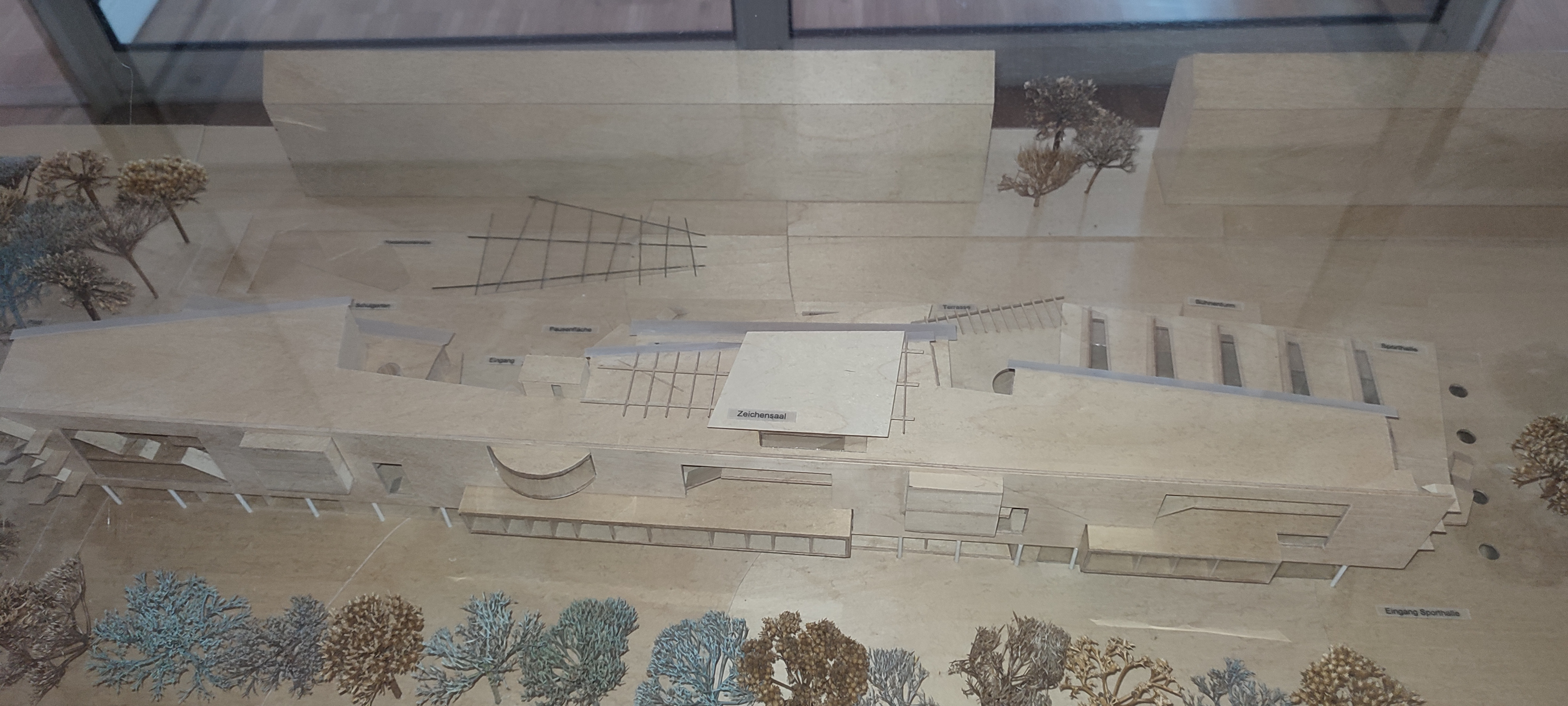
Modell des St. Benno Gymnasium

## Bekannte Schüler
- 01099
- Franz Benda
- Nadine Berneis[10]
- Cornelia Gröschel
- Clemens Pötzsch
- Franziska Riethmüller
- Otto Ruppaner
- Helmut Schön
- Hugo Staudinger

## Schulleiter (seit 1991)
- Hansjörg Höhne (1991–1996)[11]
- Frido Pflüger (1996–2003)
- Stefan Schäfer (ab 2003)[12]